# 无所谓
《无所谓》是中国大陆歌手杨坤于2002年发行的一张音乐专辑，該歌曲也是其個人首張專輯。制作公司为竹书文化，专辑内共有10首曲目。2003年2月，歌曲《无所谓》获得第三届音乐风云榜“十大金曲奖”。同年3月，《无所谓》獲得沈阳人民广播电台文艺台第八届中国原创歌曲评选颁奖晚会“十大金曲奖”。
2013年，该曲获得上海东方广播电台东方风云榜20年盛典“风云20年大奖”。

## 专辑列表
| 曲号 | 歌曲名       |
| ---- | ------------ |
| 1    | 无所谓       |
| 2    | 美丽的一天   |
| 3    | I Miss You   |
| 4    | 里约热内卢   |
| 5    | I Believe    |
| 6    | 飞船         |
| 7    | 那么美       |
| 8    | 两个人的世界 |
| 9    | 为了爱情     |
| 10   | 陌生海岸     |